# Obake

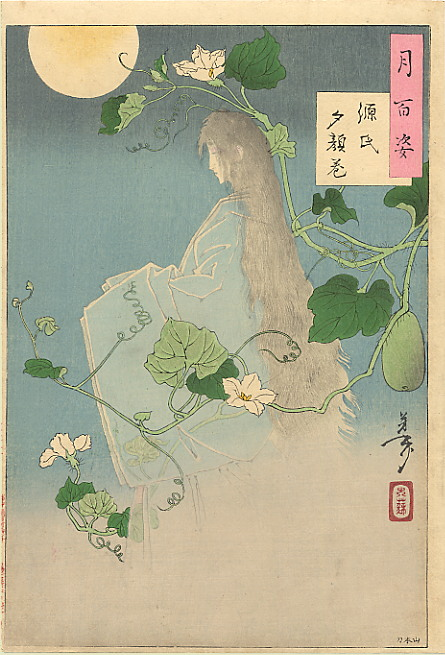
Tsukioka Yoshitoshi,, 1886. Le fantôme Yugao une nuit de pleine lune.

Les obake (お化け), également appelés bakemono (化け物, choses qui changent) ou henge yōkai (変化妖怪, fantômes qui changent de forme), sont un genre d'esprits, de monstres, du folklore japonais. Ils sont caractérisés par leurs facultés de métamorphes.

## Définition
Ce terme obake fait, dans un premier temps, référence à des êtres qui diffèrent de la norme. Des êtres qui disposent, entre autres, de la capacité de se transformer, se distinguant des esprits des morts , comme l'indique le caractère chinois 化 (ka) désignant la transformation. Cependant, dans un usage plus récent, on emploie le terme obake comme un synonyme de yūrei, pour désigner l'esprit d'un être humain mort, ce qui fait qu'il peut être traduit littéralement et sans ambiguïté par "fantôme". Pour désigner des maisons hantées dans les attractions de fête foraines, on parle alors d’obakeyashiki (お化け屋敷).
Les obake disposent de plusieurs dénominations, comme le terme henge (変化) qu'on peut traduire par "métamorphe", désignant les entités changeuses de forme, et le terme  bakemono (化け物), qu'on peut traduire par "monstre". Ces termes peuvent désigner des créatures vivants aux pouvoirs surnaturels, comme un renard (bake-kitsune, 化け狐), un tanuki (’bake-danuki, 化け狸) ou encore un chat (bakeneko,化け猫), ou bien des objets ayant pris vie (tsukumogami, 付喪神). Si les termes obake et bakemono ont tendance à être synonymes, le terme bakemono est toutefois surtout utilisé pour désigner des entités visibles ou matérielles, comme les fantômes ou les créatures fantastiques, excluant les manifestations et les phénomènes bizarres et paranormaux.

## Dans les œuvres de fiction
Dans le jeu vidéo Okami (2006), les cadenas obake sont des serrures pourvues d'un œil et d'une langue qu'il faut détruire (en insérant dans l'œil une flèche de purification) pour ouvrir la porte qu'ils gardent.
Dans le jeu de rôle Donjons et Dragons, les hengeyokai sont un peuple de changeurs de forme. Ils ont été introduits en tant que peuple de personnage jouable en 1985 dans le Oriental Adventures.
Sujet traité dans The Terror: Infamy (2019), deuxième saison de la série The Terror.
Dans l'anime Hellsing Ultimate, les vampires sont parfois désignés et se désignent eux-mêmes comme des bakemono. Ce terme est traduit par « monstre » dans la version française.
Dans Concrete Revolutio, Fûrôta est un obake.
Dans la série "Baymax et les nouveaux héros" , il est l'antagoniste principal de la saison 1
Dans le jeu vidéo Phasmophobia, l'Obake est un des multiples fantômes pouvant être détecté au cours du jeu. Tout comme son modèle inspirateur, il peut se transformer au cours d'une chasse, ce qui se traduit par un changement très bref et occasionnel de son modèle 3D. Cette capacité influe aussi sur les empreintes  digitales qu'il laisse derrière lui : il peut ainsi parfois laisser des empreintes uniques à 6, 5 ou 2 doigts sur des surfaces là où d'autres fantômes laissent des empreintes à 5, 4 ou 1 doigts. Ces deux particularismes permettent aux joueurs expérimentés de le reconnaître à coup sûr.